# Laxenecera auribarba
Laxenecera auribarba là một loài ruồi trong họ Asilidae. Laxenecera auribarba được Karsch miêu tả năm 1879. Loài này phân bố ở vùng nhiệt đới châu Phi.